# Arnaldo Fuzzi
Arnaldo Fuzzi (Forlì, 1893 – Forlì, 1974) è stato un ingegnere italiano.

## Biografia
Arnaldo Fuzzi frequenta l'Università di Bologna: dopo essersi iscritto alla facoltà di Scienze matematiche, fisiche e naturali, ottiene il diploma in ingegneria il 4 dicembre 1920. Dopo di che si iscrive anche al corso di architettura.
Amico di famiglia dei Mussolini, aderisce al fascismo e diventa anche federale di Forlì dal 1929 al 1931. Come tale, interviene duramente nelle dispute interne al fascismo sammarinese, in favore di Ezio Balducci.
Nel 1937, parte per l'Africa Orientale Italiana, dove è Presidente dell'ente di colonizzazione "Romagna di Etiopia".
Fuzzi è progettista eclettico, che alterna mattoni a vista al travertino (vero o finto che sia), o al cemento, creando forme mosse ed articolate.

## Opere
- Colonia Marina "Arnaldo Mussolini" di Rimini (1930), poi "Colonia Marina Forlivese", attualmente sede dell'istituto tecnico statale "Marco Polo".
- Foro Boario di Forlì: riammodernamento (1932)
- Scuola Elementare "Rosa Maltoni" (1932), oggi "Edmondo de Amicis"[2]
- Laboratorio autonomo di Chimica Agraria di Forlì (1935), poi Istituto Sperimentale per la Frutticoltura, oggi sede della Facoltà di Economia[3].
- Casa del fascio e dell'ospitalità di Predappio (1937).
- Ristrutturazione della Caserma dei Carabinieri di Predappio (1937).
- Istituto Tecnico Industriale "Alessandro Mussolini" di Forlì (1941), oggi "Guglielmo Marconi".
- Case popolari INA di Piazzale Ravaldino a Forlì (1941).